# 抚州医药学院
抚州医药学院是中华人民共和国的一所全日制公办本科普通高等学校，位于江西省抚州市临川区。
1958年，江西省抚州卫生学校成立。1986年，改组为江西抚州中医学校。1998年，改名为江西省中医药学校。2004年5月，升格为江西中医药高等专科学校。2025年6月9日，升格为抚州医药学院。